# Svarthuvad kungsfiskare
Svarthuvad kungsfiskare (Halcyon pileata) är en färggrann och karakteristisk fågel i familjen kungsfiskare inom ordningen praktfåglar med vid utbredning i södra och östra Asien. Arten minskar kraftigt i antal, så pass att den numera anses vara utrotningshotad, kategoriserad av IUCN som sårbar.

## Utseende och läte
Svarthuvad kungsfiskare är en medelstor (28–31,5 cm) kungsfiskare som svårligen kan förväxlas medan någon annan art i dess stora utbredningsområde. Den har svart hjässa, kraftig röd näbb, vit halskrage och vit strupe. Ovansidan är purpurblå med ljusare blå övergump och svartaktiga skuldror. Undersidan är blekorange. I flykten syns vita vingfläckar. Lätet är ett ringande kackel: "kikikikikikiki".

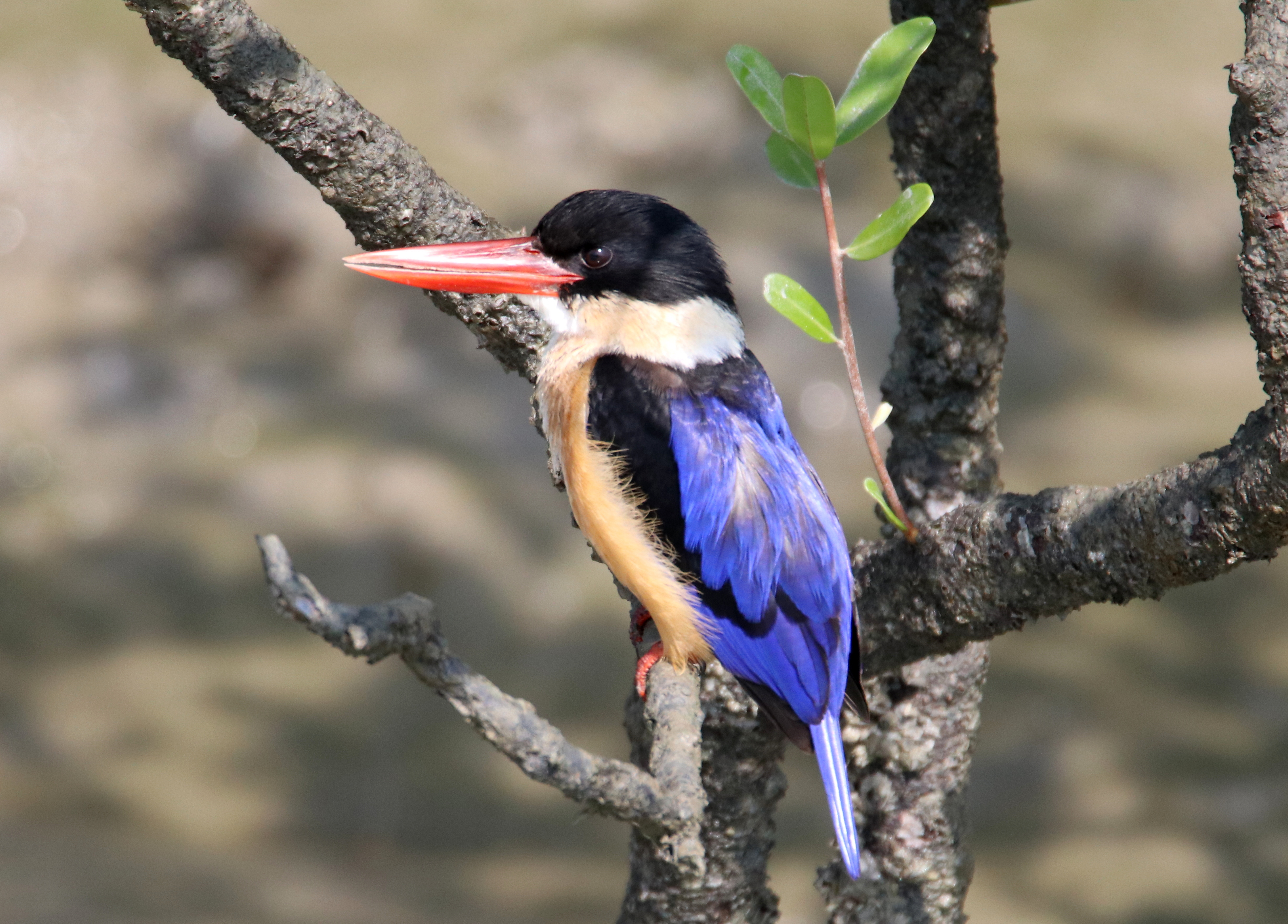

## Utbredning och systematik
Fågeln förekommer i Korea, i östra, centrala och södra Kina (från Liaoning till östra Gansu och söderut till Hainan) samt norra Indokina, även sporadiskt häckande i Indien. Vintertid ses den söderut till Indien, Sri Lanka, Myanmar, Indokina, Malackahalvön, Andamanöarna, Nikobarerna, Stora Sundaöarna, Sulawesi och södra Filippinerna. Tillfälligt har den påträffats i Nepal, Pakistan, östra Ryssland och Taiwan. Trots sin vida utbredning behandlades den som monotypisk, det vill säga att den inte delas in i några underarter.

## Levnadssätt
Svarthuvad kungsfiskare bebor skogsområden intill vattendrag, ofta kustnära men ibland långt inåt landet uppför floder. Den födosöker huvudsakligen genom att dyka ytligt efter fisk, men plockar även kräftdjur, insekter och groddjur från marken. Fågeln häckar i ett utgrävt hål i en sandbank, från april i Indien, april-maj i Myanmar, juni i Korea och maj-juni i Hong Kong. Arten är flyttfågel i norra delen av utbredningsområdet och förekommer exempelvis i Korea från maj till oktober.

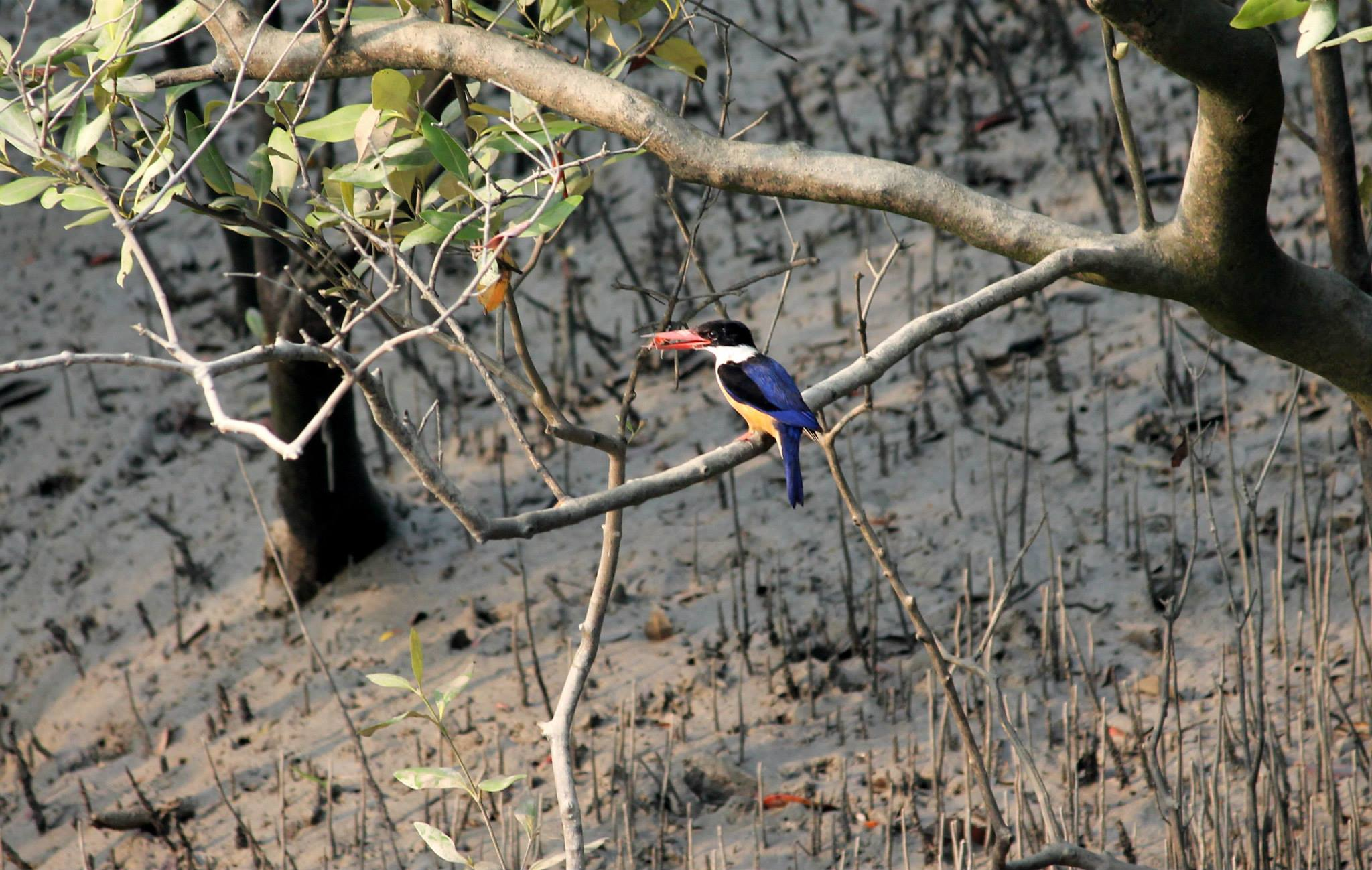
Svarthuvad kungsfiskare med nyfångat byte.

## Status och hot
Arten har ett stort utbredningsområde och en stor population, men beståndet tros minska kraftigt till följd av reglering av floder. Internationella naturvårdsunionen IUCN kategoriserar arten som sårbar (LC). Världspopulationen har inte uppskattats men den beskrivs som lokalt frekvent föreommande och vanlig till ovanlig.